# Malaeloa/Aitulagi
Malaeloa/Aitulagi è un villaggio delle Samoa Americane appartenente alla contea di Leasina del Distretto occidentale. Ha una superficie di 3,7 km² e in base al censimento del 2000, ha 597 abitanti.

## Infrastrutture e trasporti

### Principali arterie stradali
- American Samoa Highway 001, principale collegamento stradale dell'isola Tutuila. Collega Leone a Faga'itua.